# Nano-
Nano (símbol n) és un prefix del Sistema Internacional que indica un factor de 10-9, o 1/1.000.000.000 o 0,000 000 001.
Adoptat el 1960, prové del grec νᾶνος (nános); que significa nan
Per exemple;
1 nanòmetre = 1 nm = 10-9 metres = 0,000 000 001 metres
1 nanogram = 1 ng = 10-9 grams = 0,000 000 001 grams
1 nanosegon = 1 ns = 10-9 segons = 0,000 000 001 segons
1 nanolitre = 1 nl = 10-9 litres = 0,000 000 001 litres
El prefix nano també s'utilitza en moltes paraules, sobretot en ciència i tecnologia, per referir-se a sistemes o processos que tenen lloc a escala minúscula, o a camps de coneixement especialitzats en aquests temes. Per exemple,
- nanoplàncton
- nanotecnologia
- nanotub